# 1835 az irodalomban
Az 1835. év az irodalomban.

## Megjelent új művek

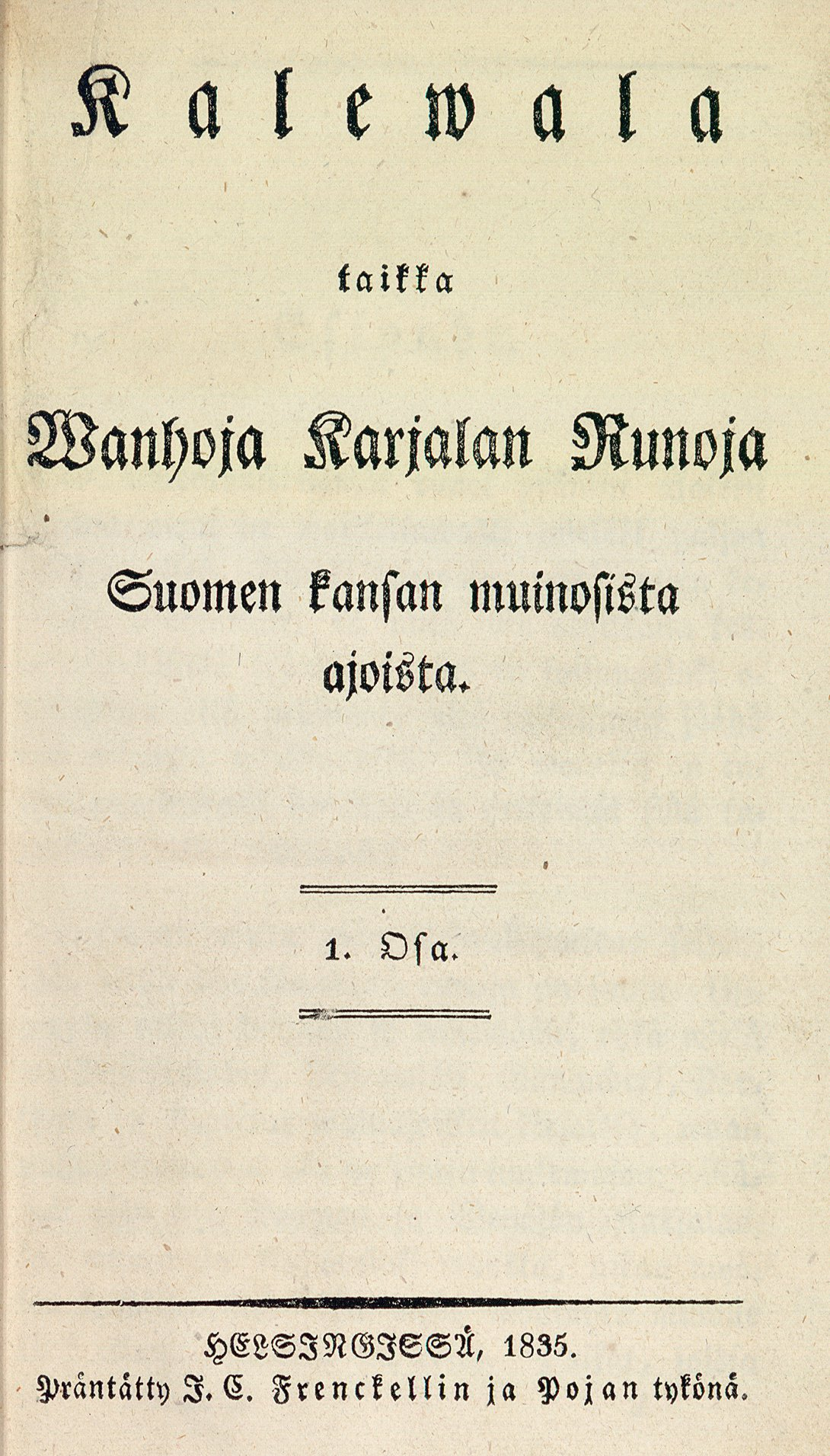
A Kalevala (belső címlap, 1835)

- Andersen világhírű meséinek első sorozata: Eventyr, fortalte for Børn. Første Samling (Mesék, elmondva gyermekeknek. Első gyűjtemény) 1835-ben hét meséje jelenik meg, ezeket a későbbi években továbbiak követik.
- Balzac regénye: Goriot apó (Le Père Goriot). Egy folyóirat 1834 decemberében kezdi közölni, és folytatásokban, zömmel 1835-ben jelenik meg.
- Mary Shelley regénye: Lodore (három kötet)
- Nyikolaj Vasziljevics Gogol két önálló kötetben teszi közzé elbeszéléseit:
  - az egyiket (Arabeszki) fővárosi élményei ihletik, ebben van az Egy őrült naplója (Записки сумасшедшего) is
  - a másik (Mirgorod) az ukrán faluból és folklórból veszi témáját, benne a Tarasz Bulba című kisregénnyel

### Költészet
- Victor Hugo verseskötete: Les Chants du crépuscule (A szürkület énekei)
- Elias Lönnrot közzéteszi az általa összeállított finn (és karél) népi eposz, a Kalevala első változatát (a bővített végleges szöveg 1849-ben lát napvilágot)
- Párizsban jelenik meg Zygmunt Krasiński lengyel költő drámai költeménye: Nie-Boska komedia (Dante művére válaszoló cím: Nem-isteni színjáték, vagy Istentelen színjáték)
- Giacomo Leopardi olasz költő versei: Canti
- Nikolaus Lenau önéletrajzi ihletésű drámai költeménye: Faust

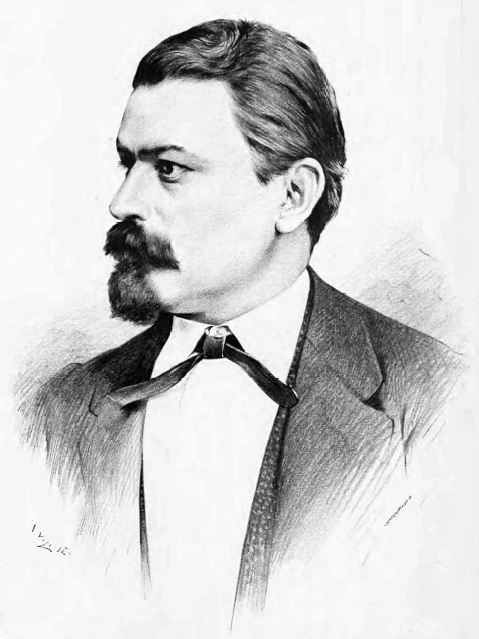
Vítězslav Hálek

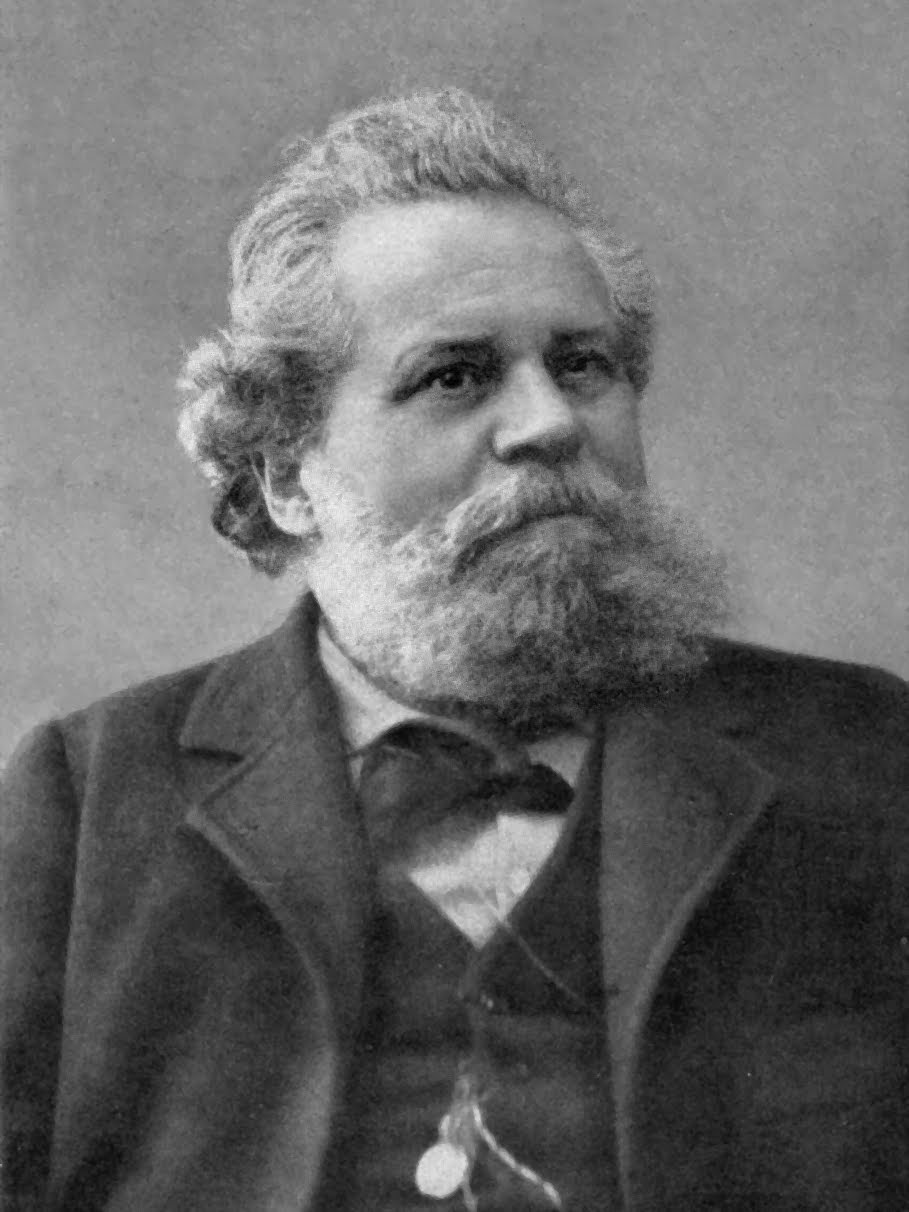
Giosuè Carducci

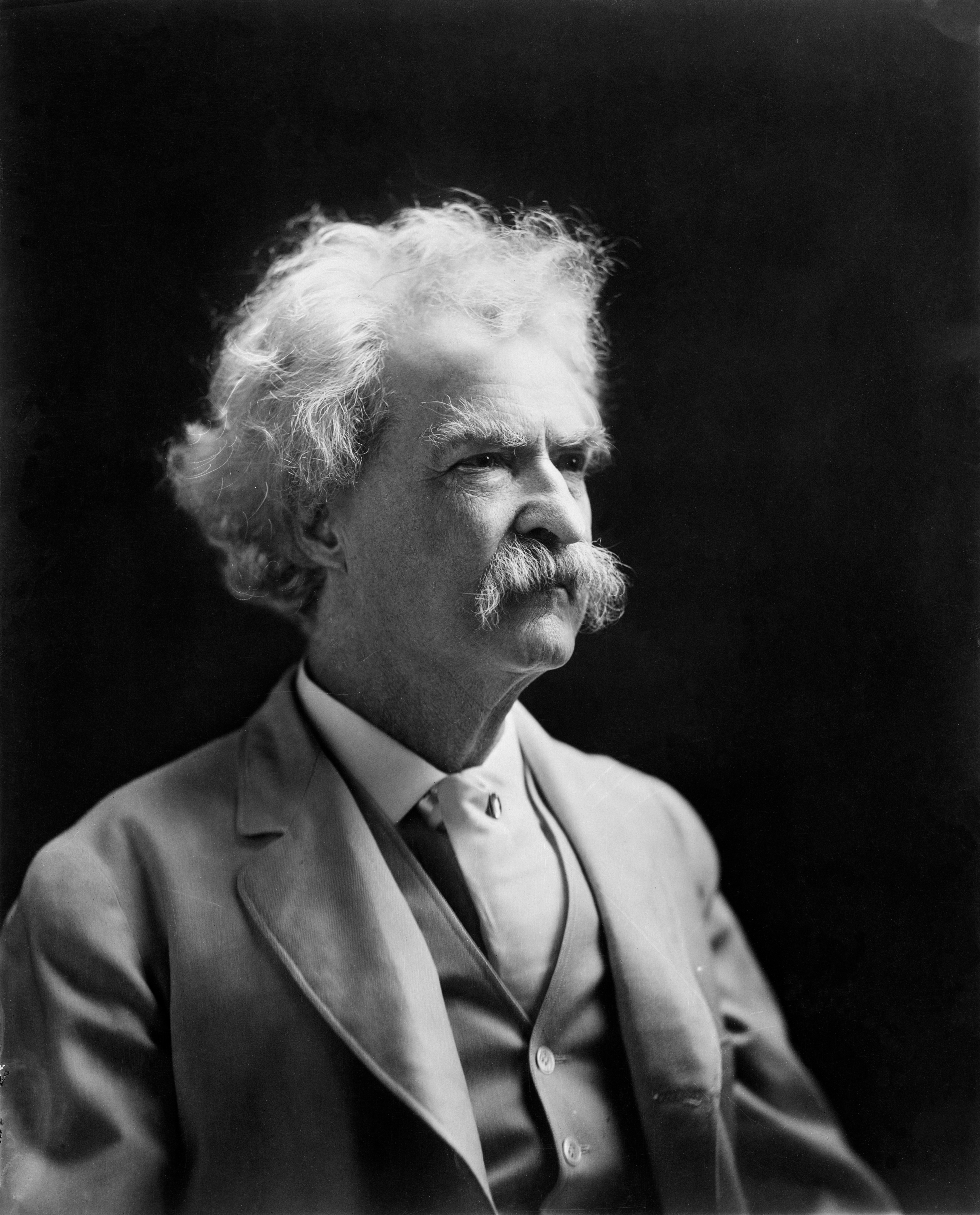
Mark Twain

### Dráma
- Alfred de Vigny színműve: Chatterton halála (főhőse Thomas Chatterton fiatalon elhunyt angol költő)[1]
- Victor Hugo Angelo, tyran de Padoue (Angelo, Pádua zsarnoka) című drámájának bemutatója
- Megjelenik Georg Büchner drámája: Danton halála (Dantons Tod); premierjére azonban csak 1902-ben kerül sor
- Christian Dietrich Grabbe drámája: Hannibal (ekkor még szintén csak nyomtatásban)

## Születések
- január 17. – Antanas Baranauskas litván költő († 1902)
- április 5. – Vítězslav Hálek cseh író, költő és drámaíró, lapszerkesztő († 1874)
- július 27.– Giosuè Carducci olasz költő, klasszika-filológus, az olasz irodalom első Nobel-díjas alkotója († 1907)
- november 30. – Mark Twain amerikai író, humorista, kedvelt ifjúsági regények (Tom Sawyer kalandjai) megalkotója († 1910)

## Halálozások
- április 8. – Wilhelm von Humboldt porosz államférfi, nyelvész, esztéta, Alexander von Humboldt bátyja (* 1767)
- augusztus 28. – Heinrich Julius Klaproth német nyelvész, filológus, orientalista (* 1783)
- november 21. – James Hogg skót költő, író (* 1770)